# Mémorial de Heldenberg
Le mémorial de Heldenberg est un jardin rassemblant des statues et des bustes de souverains et de personnalités militaires de l'Autriche créé à l'initiative de Joseph Gottfried Pargfrieder (de) dans la parc du château de Wetzdorf, dans la commune de Heldenberg.

## Histoire
Joseph Gottfried Pargfrieder s'enrichit en fournissant l'armée en aliments, en chaussures et en matériel. En 1832, il acquiert le château de Wetzdorf (de). Après la victoire de Joseph Radetzky à la bataille de Custoza en 1848 et la répression des émeutes en Hongrie, Pargfrieder fait poser, à l'exemple du Walhalla des statues et des bustes en zinc de généraux, commandants, soldats et dirigeants autrichiens de Rodolphe Ier de Habsbourg à François-Joseph Ier d'Autriche.
Le jardin comprenait aussi une salle mortuaire pour des invalides militaires (un officier et douze soldats), chacun avait sa tombe. Cependant elle n'a jamais servi.
Lorsque Pargfrieder paie les dettes de Maximilian von Wimpffen et de Joseph Radetzky, ils acceptent de se faire enterrer à Heldenberg. Pargfrieder s'y fera inhumer également.

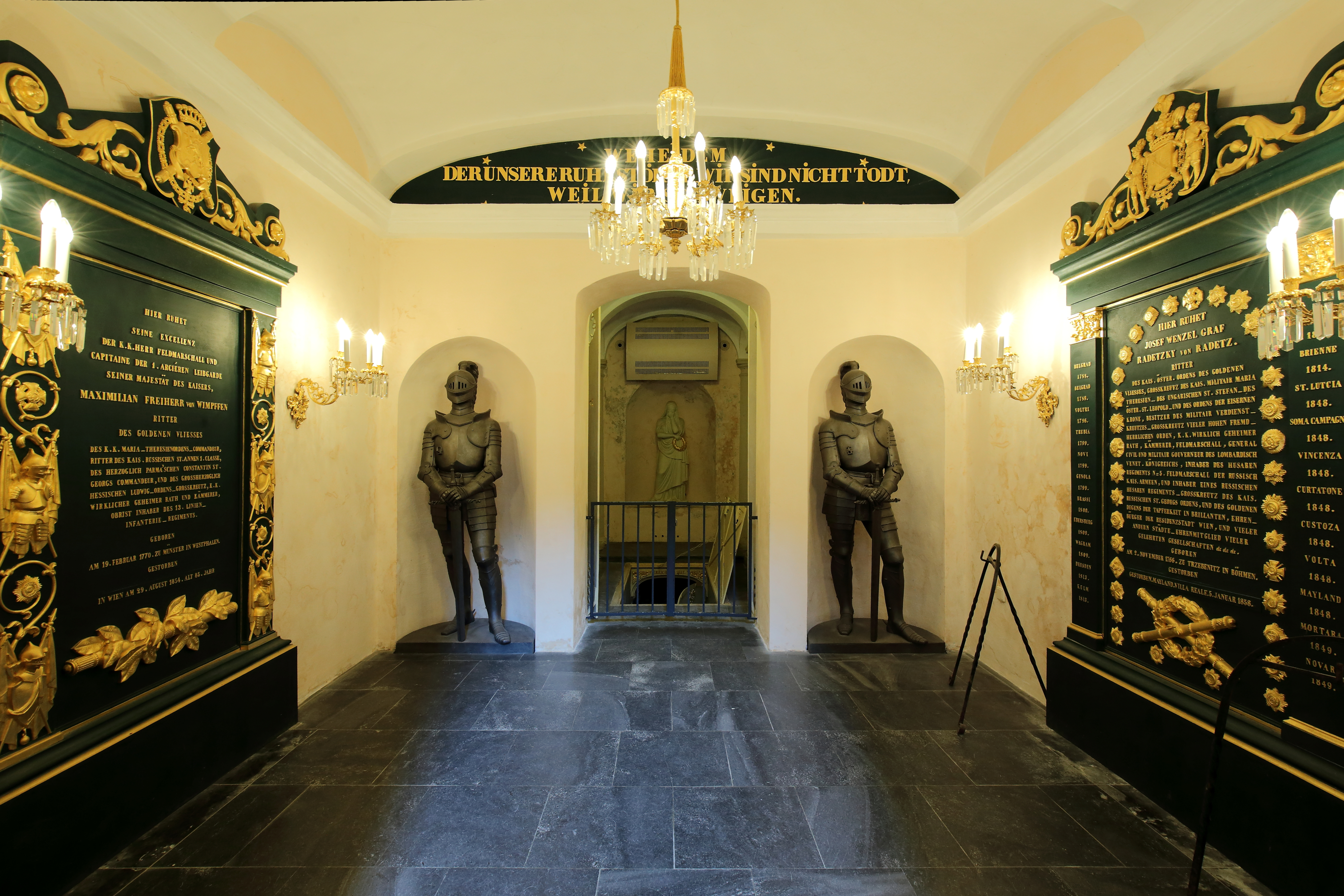
La crypte sous l'obélisque : dernière demeure de Joseph Radetzky, Maximilian von Wimpffen et Joseph Pargfrieder.

En 1858, Pargfrieder offre le mémorial à l'empereur. Il est anobli et reçoit la croix de chevalier de l'ordre de François-Joseph.
Le Heldenberg est confié en 1908 par l'empereur à l'armée puis devient en 1918 une possession de la république autrichienne.

## Monuments
Les statues sont faites en zinc avec de petites quantités de cuivre et d'aluminium, seules quatre statues sont faites en fonte. Les sculpteurs sont Anton Dietrich, Johann Baptist Feßler (de), Adam Rammelmayer (de). Les fontes ont été réalisées à Blansko. À l'origine, les bustes devaient avoir une teinte claire, ils se sont assombris après leur restauration en 1936.
| Plan général | Plan général                                                                          | Plan général                  |
| ------------ | ------------------------------------------------------------------------------------- | ----------------------------- |
|              | A -                                                                                   | Tombeau de Constantin d'Aspre |
| B -          | Balustrade avec 16 bustes de maréchaux                                                |                               |
| C -          | Kaiserallee (Allée impériale) avec 22 bustes                                          |                               |
| D -          | Bustes d'O'Donnell et Ettenreich (de) (Attentat de Libenyi)                           |                               |
| F -          | Statue de l'empereur François-Joseph Ier d'Autriche                                   |                               |
| G -          | L'obélisque et la crypte                                                              |                               |
| H -          | Heldenallee (Allée des héros) avec 44 bustes                                          |                               |
| I -          | Colonne de la victoire avec 24 bustes de participants de la campagne d'Italie en 1859 |                               |
| K -          | Clio                                                                                  |                               |
| L -          | Standbild du comte Lambrecht                                                          |                               |
| LG -         | La crypte du Lion                                                                     |                               |
| P -          | Les Parques                                                                           |                               |
| R -          | Statue de Joseph Radetzky                                                             |                               |
| U -          | Colonne de la victoire avec 24 bustes de participants de la campagne de Hongrie.      |                               |
| W -          | Statue de Maximilian von Wimpffen                                                     |                               |
| X -          | Crucifix néogothique                                                                  |                               |

### Säulenhalle
- Statues de quatre chevaliers avec visière fermée sur les marches
- Bustes de généraux sur les marches

1. Leopold Joseph von Daun (1705–1766)
2. Eugène de Savoie-Carignan (1663–1736)
3. Charles-Louis d'Autriche-Teschen (1771–1847)
4. Ernst Gideon von Laudon (1717–1790)

- Bustes de commandants en 1848–1849 dans le porche

1. Generalmajor Heinrich Hentzi von Arthurm (1785–1849)
2. Oberst Alois Allnoch von Edelstadt
3. Generalmajor Georg August von Auenfels (de)
4. Feldzeugmeister Johann Freiherr Berger von der Pleisse (1768–1864)
5. Feldmarschallleutnant Josef Freiherr von Rath
6. Feldzeugmeister Georg von Rukavina (de) (1777–1849)

### Balustrades à côté de la Säulenhalle
- Bustes des maréchaux à gauche

1. Laval Nugent von Westmeath (1777–1862)
2. Heinrich Johann de Bellegarde (1756–1845)
3. Jean Ier de Liechtenstein (1760–1836)
4. Charles Philippe de Schwarzenberg (1771–1820)
5. Frédéric Josias de Saxe-Cobourg-Saalfeld (1737–1815)
6. Charles-Joseph de Ligne (1735–1814)
7. Ferdinand Charles Joseph d'Autriche-Este (1781–1850)
8. Jean-Baptiste d'Autriche (1782–1859)

- Statue devant la balustrade à gauche
  - Joseph Radetzky (1766–1858)

- Bustes des maréchaux à droite

1. Josef Alvinczy von Borberek (1735–1810)
2. Joseph von Colloredo (de) (1735–1818)
3. Johann Karl Kolowrat-Krakowsky (1748–1816)
4. François Sébastien de Croix de Clerfayt (1723–1798)
5. Joseph de Ferraris (1726–1814)
6. Andreas Hadik von Futak (1710–1790)
7. François Maurice de Lacy (1725–1801)
8. Dagobert Sigmund von Wurmser (1724–1797)

- Statue devant la balustrade à droite
  - Maximilian von Wimpffen, Feldmarschallleutnant (1770–1854)

### Colonne de la victoire

#### Bustes de la campagne d'Italie en 1848–1849
1. Feldmarschallleutnant Ludwig von Benedek (1804–1881)
2. Unterjäger Josef Rammer
3. Feldkaplan J. Turinsky
4. Soldat Johann Watzatta
5. Feldmarschallleutnant August von Degenfeld-Schonburg (de) (1798–1876)
6. Feldwebel Johann Josef Fuchs
7. Feldmarschallleutnant Franz Wimpffen (1797–1870)
8. Oberjäger Matthias Grießmayer (mort en 1894)
9. Oberst Karl von Kopal (de) (1788–1848)
10. Feuerwerker F. Fickerment
11. Hauptmann Joseph del Monte Berico Jablonski (mort en 1876)
12. Gefreiter Anton Mrazek
13. Generalmajor Frédéric de Liechtenstein (1807–1885)
14. Feldwebel Josef Wagner
15. General Karl Gorzkowski von Gorzkow (1778–1858)
16. Feldmarschallleutnant Karl von Schönhals (de) (1788–1857)
17. Feldmarschallleutnant Eugen Wratislaw von Mitrowitz (de)
18. Oberstabsarzt Dr Josef von Wurzian (de) (1806–1858)
19. Ministerpräsident Felix zu Schwarzenberg (1800–1852)
20. Oberfeuerwerker Eduard Reisinger
21. Feldmarschallleutnant Julius Cäsar Graf Strassoldo (1791–1855)
22. Feldwebel Eduard Zuber Edler von Sommacampagna (né en 1828)
23. Feldmarschallleutnant Edmond de Schwarzenberg (1803–1873)
24. Feldwebel Johann Denkel

#### Bustes de la campagne de Hongrie en 1848–1849
1. Generalmajor Guglielmo Alberto di Montenuovo (1821–1895)
2. Wachtmeister Michael Reichsburg-Stumpf
3. Balthasar von Simunich (de)
4. Kanonier Ignaz Krafzik
5. Feldmarschallleutnant François-Joachim de Liechtenstein (1802–1887)
6. Korporal Turibus Siatecki
7. Generalmajor Ludwig von Wohlgemuth (de) (1788–1851)
8. Soldat Andreas Hallasz
9. Feldmarschalleutnant Ferdinand Mayerhofer von Grünbühel (de) (1798–1869)
10. Korporal Johann Geuger
11. Oberst Sigismund Freiherr von Reischach (1809–1878)
12. Soldat Ferdinand Scheder
13. General Nikolaus von Panutine
14. General Alexandre von Lüders
15. Generalleutnant von Grotenhjelm
16. Constantin Nikolaïevitch de Russie (1827–1892)
17. Generalmajor Karl Freiherr von Zeisberg
18. Korporal Martin Kuschlan
19. General Stevan Knićanin
20. Kaplan Justin Grubich
21. General Franz von Ottinger (de)
22. Wachtmeister Johann Deim
23. General Franz von Hauslab (de) (1798–1883)
24. Feldwebel Georg Schmidhofer

### Helden-Allee
1. Georg von Frundsberg (1473–1528)
2. Philippe du Palatinat-Neubourg (1503–1548)
3. Nikola Šubić Zrinski (1508–1566)
4. Wilhelm von Roggendorf (1481–1541)
5. Ferdinand de Tyrol (1529–1595)
6. Johann von Auer Ferenberger (1511–1584)
7. Nikolaus II. Graf Pálffy (1587–1600)
8. Freiherr von Friedland Redern-Melch (1555–1600)
9. Henri du Val, comte de Dampierre (1580–1620)
10. Adolf von Schwarzenberg (de) (1547–1600)
11. Gottfried Heinrich von Pappenheim (1594–1632)
12. Thomas Graf Erdödy (1558–1624)
13. Heinrich von Holk (1599–1633)
14. Jean t'Serclaes, comte de Tilly (1559–1632)
15. Albrecht von Wallenstein (Wallenstein, 1583–1634)
16. Johann von Aldringen (1588–1634)
17. Phillipp Friedrich Freiherr von Breuner (1601– 1638)
18. Nikolaus Esterházy (de) (1582-1645)
19. Wolfgang Graf Mannsfeld (1575–1638)
20. Matthias Gallas (1584–1647)
21. Jean Gaspard de Stadion (1567–1641)
22. Ottavio Piccolomini (1599–1656)
23. Raimondo Montecuccoli (1609–1680)
24. Rudolf Graf Rabatta (mort en 1688)
25. Jean-Louis Raduit de Souches (1608–1682)
26. Charles V de Lorraine (1643–1690)
27. Johann von Sporck (1601–1679)
28. Friedrich von Veterani (1650–1695)
29. Friedrich Sigmund Graf Scerfenberg (mort en 1688)
30. Donat Johann Comte Heissler de Heitersheim (mort en 1696)
31. Sigmund Joachim Graf Trautmannsdorf (1620–1701)
32. Ernst-Rüdiger von Starhemberg (1638–1701)
33. Louis-Guillaume de Bade-Bade (1655–1707)
34. Jean-Louis de Bussy-Rabutin (1642–1717)
35. Sigbert Heister (de) (1646–1718)
36. Nikolaus Pálffy (1657–1732)
37. Claude Florimond de Mercy (1666–1734)
38. Guido Starhemberg (1657–1737)
39. Charles-Alexandre de Wurtemberg (1684–1737)
40. János Pálffy (1664–1751)
41. Otto Ferdinand von Traun (1677–1748)
42. Joseph-Wenceslas de Liechtenstein (1696–1772)
43. Ludwig Andreas Graf Khevenhüller (1683–1744)
44. Ferenc III Nádasdy (1708–1783)

### Kaiser-Allee
- Bustes des deux côtés de l'allée

1. Rodolphe Ier de Habsbourg (1218–1291)
2. Albert Ier (1255–1308 )
3. Frédéric le Bel (1286–1330)
4. Albert II du Saint-Empire (1397–1439)
5. Frédéric III (1415–1493)
6. Maximilien Ier (1459–1519)
7. Charles Quint (1500–1558)
8. Ferdinand Ier (1503–1564)
9. Maximilien II de Habsbourg (1527–1576)
10. Rodolphe II (1552–1612)
11. Matthias Ier (1557–1619)
12. Ferdinand II de Habsbourg (1578–1637)
13. Ferdinand III de Habsbourg (1608–1657)
14. Léopold Ier (1640–1705)
15. Joseph Ier (1678–1711)
16. Charles VI (1685–1740)
17. François Ier (1708–1765)
18. Marie-Thérèse (1717–1780)
19. Joseph II (1741–1790)
20. Léopold II (1747–1792)
21. François Ier (1768–1835)
22. Ferdinand Ier (1793–1875)

- Statue au bout de l'allée
  - François-Joseph Ier d'Autriche (1830–1916)

### Chemin de la crypte au lion
1. Buste de Maximilian Karl Lamoral O'Donnell (1812-1895)
2. Buste de Josef Ettenreich (de) (1800-1875)
3. Statue de Franz Philipp von Lamberg (de) (1791–1848)

## Source de la traduction
- (de) Cet article est partiellement ou en totalité issu de l’article de Wikipédia en allemand intitulé « Gedenkstätte Heldenberg » (voir la liste des auteurs).